# 2010-es izlandi labdarúgó-bajnokság (első osztály)
A 2010-es Úrvalsdeild az izlandi labdarúgó-bajnokság legmagasabb szintű versenyének 99. alkalommal megrendezett bajnoki éve volt. A pontvadászat 2010. május 25-én kezdődött és szeptember 25-én ért véget.
A bajnokságot a Breiðablik csapata nyerte a címvédő FH, és a bronzérmes ÍBV előtt. A klub fennállása első bajnoki címét szerezte. Az élvonaltól a két újonc, a Haukar és az UMF Selfoss búcsúzott, helyüket a Víkingur és a Þór foglalta el.
A gólkirályi címen három labdarúgó osztozott, mindhárman 14 gólt szereztek: az FH labdarúgója, Atli Viðar Björnsson, a bajnok Breiðablik játékosa Alfreð Finnbogason, és a Grindavík gaboni csatára, Gilles Mbang Ondo. A gólkirályi cím mellett Alfreð Finnbogasont az Év Játékosá-nak járó díjjal is megjutalmazták.

## A bajnokság rendszere
A bajnokságot a hideg izlandi tél miatt tavaszi-őszi rendszerben rendezték meg. A 12 csapat oda-visszavágós, körmérkőzéses rendszerben mérkőzött meg egymással, amely során minden csapat minden csapattal kétszer játszott: egyszer pályaválasztóként, egyszer pedig vendégként.
A pontvadászat végső sorrendjét a 22 bajnoki forduló mérkőzéseinek eredményei határozták meg a szerzett összpontszám alapján kialakított rangsor szerint. A mérkőzések győztes csapatai 3 pontot, döntetlen esetén mindkét csapat 1-1 pontot kapott. Vereség esetén nem járt pont. A bajnokság első helyezett csapata a legtöbb összpontszámot szerzett egyesület, míg az utolsó helyezett csapat a legkevesebb összpontszámot szerzett egyesület volt.
Azonos összpontszám esetén a bajnoki sorrendet az alábbi szempontok alapján határozták meg:
1. a bajnoki mérkőzések gólkülönbsége
2. a bajnoki mérkőzéseken szerzett gólok száma

A bajnokság győztese lett a 2010-es izlandi bajnok, a 11. és 12. helyezett pedig kiesett a másodosztályba.

## Változások a 2009-es idényhez képest
Kiesett a másodosztályba
- Þróttur, 11. helyezettként
- Fjölnir, 12. helyezettként

Feljutott a másodosztályból
- UMF Selfoss, a másodosztály győzteseként
- Haukar, a másodosztály ezüstérmeseként

## Résztvevők
| Csapat      | Székhely       | Stadion                      | 2009        |
| ----------- | -------------- | ---------------------------- | ----------- |
| Breiðablik  | Kópavogur      | Kópavogsvöllur               | 5.          |
| FH          | Hafnarfjörður  | Kaplakriki                   | 1.          |
| Fram        | Reykjavík      | Laugardalsvöllur             | 4.          |
| Fylkir      | Reykjavík      | Fylkisvöllur                 | 3.          |
| Grindavík   | Grindavik      | Grindavíkurvöllur            | 9.          |
| Haukar      | Hafnarfjörður  | Ásvellir / Vodafonevöllurinn | 2. (II. o.) |
| ÍBV         | Vestmannaeyjar | Hásteinsvöllur               | 10.         |
| Keflavík    | Keflavík       | Keflavíkurvöllur             | 6.          |
| KR          | Reykjavík      | KR-völlur                    | 2.          |
| UMF Selfoss | Selfoss        | Selfossvöllur                | 1. (II. o.) |
| Stjarnan    | Garðabær       | Stjörnuvöllur                | 7.          |
| Valur       | Reykjavík      | Vodafonevöllurinn            | 8.          |

## Végeredmény
| #   | Csapat           | M  | GY | D | V  | G+ – G– | GK  | P                                                       | Megjegyzések                                   |
| --- | ---------------- | -- | -- | - | -- | ------- | --- | ------------------------------------------------------- | ---------------------------------------------- |
| 1.  | BreiðablikK (B)  | 22 | 13 | 5 | 4  | 47–23   | +24 | 44                                                      | 2011–2012-es Bajnokok Ligája – 2. selejtezőkör |
| 2.  | FHCV (KGY)       | 22 | 13 | 5 | 4  | 48–31   | +17 | 44                                                      | 2011–2012-es Európa-liga – 2. selejtezőkör1    |
| 3.  | ÍBV              | 22 | 13 | 3 | 6  | 36–27   | +9  | 42                                                      | 2011–2012-es Európa-liga – 1. selejtezőkör     |
| 4.  | KR               | 22 | 11 | 5 | 6  | 45–31   | +14 | 38                                                      | 2011–2012-es Európa-liga – 1. selejtezőkör     |
| 5.  | Fram             | 22 | 9  | 5 | 8  | 35–35   | 0   | 32 \| rowspan="6" style="background-color: #fafafa;" \| |                                                |
| 6.  | Keflavík         | 22 | 8  | 6 | 8  | 30–32   | −2  | 30                                                      |                                                |
| 7.  | Valur            | 22 | 7  | 7 | 8  | 34–41   | −7  | 28                                                      |                                                |
| 8.  | Stjarnan         | 22 | 6  | 7 | 9  | 39–42   | −3  | 25                                                      |                                                |
| 9.  | Fylkir           | 22 | 7  | 3 | 12 | 36–42   | −6  | 24                                                      |                                                |
| 10. | Grindavík        | 22 | 5  | 6 | 11 | 28–39   | −11 | 21                                                      |                                                |
| 11. | HaukarÚ (K)      | 22 | 4  | 8 | 10 | 29–45   | −16 | 20                                                      | 1. deild karla                                 |
| 12. | UMF SelfossÚ (K) | 22 | 5  | 2 | 15 | 32–51   | −19 | 17                                                      | 1. deild karla                                 |

Forrás: ksi.is (izlandiul) 
A rangsorolás alapszabályai: 1. összpontszám, 2. egymás elleni eredmények összpontszáma, 3. gólkülönbség, 4. szerzett gólok száma.
1Az FH nyerte a 2010-es izlandi kupát, így a 2011–2012-es Európa-liga 2. selejtezőkörében indult.
(B): Bajnokcsapat, (K): Kieső csapat, (F): Feljutó csapat, (I): Kupainduló, (R): A rájátszás győztese, (KGY): Kupagyőztes

## Eredmények
| Hazai \ Vendég1 | BRE | FH  | FRA | FYL | GRI | HAU | ÍBV | KEF | KR  | SEL | STJ | VAL |
| Breiðablik      |     | 2–0 | 2–2 | 1–0 | 2–3 | 0–2 | 1–1 | 0–1 | 2–1 | 3–0 | 4–0 | 5–0 |
| FH              | 1–1 |     | 4–1 | 4–2 | 2–1 | 3–1 | 2–3 | 5–3 | 3–2 | 2–1 | 1–3 | 1–1 |
| Fram            | 3–1 | 0–3 |     | 1–2 | 2–0 | 0–0 | 2–0 | 2–1 | 2–3 | 3–1 | 2–1 | 2–2 |
| Fylkir          | 2–4 | 2–2 | 2–2 |     | 2–0 | 3–0 | 1–2 | 1–2 | 1–4 | 5–2 | 3–1 | 0–1 |
| Grindavík       | 2–4 | 3–1 | 3–0 | 1–2 |     | 1–1 | 1–2 | 0–1 | 3–3 | 1–1 | 1–1 | 1–2 |
| Haukar          | 2–4 | 0–1 | 2–1 | 1–1 | 2–3 |     | 0–3 | 2–0 | 3–3 | 2–3 | 0–5 | 2–1 |
| ÍBV             | 1–1 | 1–3 | 1–0 | 1–0 | 0–1 | 3–2 |     | 2–1 | 2–4 | 3–0 | 2–1 | 3–1 |
| Keflavík        | 0–2 | 1–1 | 1–1 | 2–1 | 1–1 | 1–1 | 4–1 |     | 0–1 | 2–1 | 2–2 | 3–1 |
| KR              | 1–3 | 0–1 | 2–1 | 3–0 | 1–0 | 2–2 | 1–0 | 0–0 |     | 1–2 | 3–1 | 1–2 |
| UMF Selfoss     | 1–3 | 0–2 | 1–2 | 1–3 | 5–2 | 3–0 | 0–2 | 3–2 | 0–3 |     | 2–2 | 2–3 |
| Stjarnan        | 0–0 | 1–4 | 2–3 | 2–1 | 4–0 | 2–2 | 0–2 | 4–0 | 2–2 | 3–2 |     | 1–1 |
| Valur           | 0–2 | 2–2 | 1–3 | 5–2 | 0–0 | 2–2 | 1–1 | 0–2 | 1–4 | 2–1 | 5–1 |     |

Forrás: ksi.is (izlandiul) 
1A hazai csapatok a bal oldali oszlopban szerepelnek.
Színek: Zöld = hazai győzelem; Sárga = döntetlen; Piros = vendéggyőzelem.
 

## A góllövőlista élmezőnye
Forrás: ksi.is Archiválva 2012. március 6-i dátummal a Wayback Machine-ben (izlandiul)
14 gólos
- Atli Viðar Björnsson (FH)
- Alfreð Finnbogason (Breiðablik)
- Gilles Daniel Mbang Ondo (Grindavík)

13 gólos
- Halldór Orri Björnsson (Stjarnan)

12 gólos
- Kristinn Steindórsson (Breiðablik)

10 gólos
- Guðjón Baldvinsson (KR)

9 gólos
- Tryggvi Guðmundsson (ÍBV)
- Jóhann Þórhallsson (Fylkir)

8 gólos
- Ívar Björnsson (Fram)
- Kjartan Henry Finnbogason (KR)
- Arnar Gunnlaugsson (Haukar)
- Albert Brynjar Ingason (Fylkir)
- Almarr Ormarsson (Fram)

## Nemzetközikupa-szereplés

### Eredmények
| Csapat     | Kupa            | Forduló         | Ellenfél         | 1. mérk. | 2. mérk. | Össz. |
| ---------- | --------------- | --------------- | ---------------- | -------- | -------- | ----- |
| FH         | Bajnokok Ligája | 2. selejtezőkör | BATE Bariszav    | 1–5      | 0–1      | 1–6   |
| Breiðablik | Európa-liga     | 2. selejtezőkör | Motherwell FC    | 0–1      | 0–1      | 0–2   |
| KR         | Európa-liga     | 1. selejtezőkör | Glentoran        | 3–0      | 2–2      | 5–2   |
| KR         | Európa-liga     | 2. selejtezőkör | Karpati Lviv     | 0–3      | 2–3      | 2–6   |
| Fylkir     | Európa-liga     | 1. selejtezőkör | Tarpeda Zsodzina | 0–3      | 1–3      | 1–6   |

Megjegyzés: Az eredmények minden esetben az izlandi labdarúgócsapatok szemszögéből értendőek, a dőlttel írt mérkőzéseket pályaválasztóként játszották.

### UEFA-együttható
A nemzeti labdarúgó-bajnokságok UEFA-együtthatóját az izlandi csapatok Bajnokok Ligája-, és Európa-liga-eredményeiből számítják ki. Izland a 2010–11-es bajnoki évben 0,375 pontot szerzett, ezzel a 48. helyen zárt.
| Csapat     | SGY | SD | SV | GY | D | V | Bónusz | Pont  | Átlag |
| ---------- | --- | -- | -- | -- | - | - | ------ | ----- | ----- |
| FH         | 0   | 0  | 2  | 0  | 0 | 0 | 0,000  | 0,000 |       |
| Breiðablik | 0   | 0  | 2  | 0  | 0 | 0 | 0,000  | 0,000 |       |
| KR         | 1   | 1  | 2  | 0  | 0 | 0 | 0,000  | 1,500 |       |
| Fylkir     | 0   | 0  | 2  | 0  | 0 | 0 | 0,000  | 0,000 |       |
| Összesen   | 1   | 1  | 8  | 0  | 0 | 0 | 0,000  | 1,500 | 0,375 |

## Külső hivatkozások
- Hivatalos oldal (izlandiul)
- Eredmények és tabella az rsssf.com-on (angolul)
- Eredmények és tabella a Soccerwayen (angolul)